# اتوبوس شهری

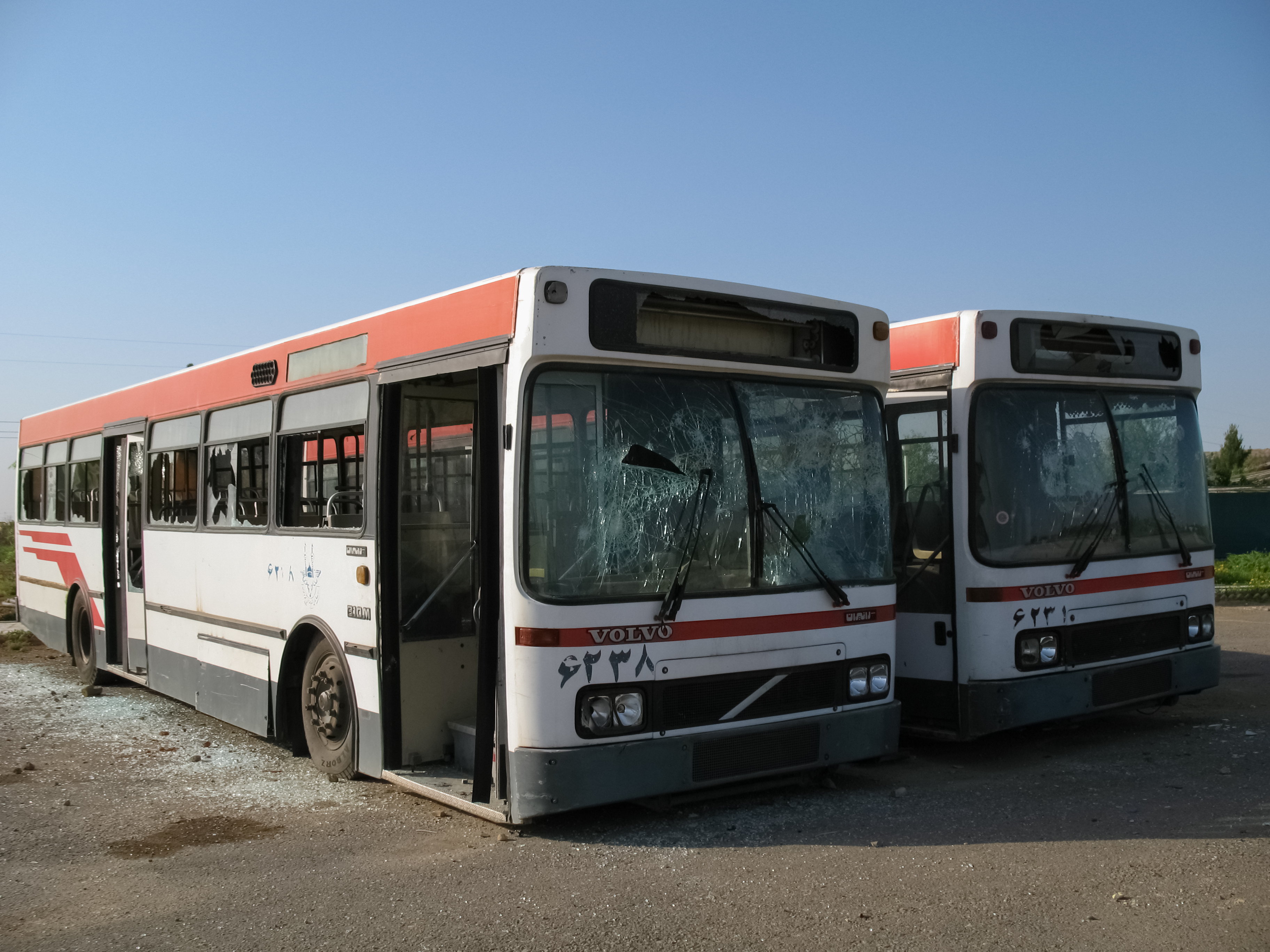
یک اتوبوس شهری در ایران که شیشه های آن توسط طرفداران فوتبال در ورزشگاه یادگار امام قم تخریب شده است (که نمونه ای از یک وندالیسم شهری است. اردیبهشت ماه ۱۳۸۶)

اتوبوس شهری یا اتوبوس درون شهری و یا اتوبوس ترانزیت، گونه‌ای اتوبوس است که برای ترابرد مسافران در مسیرهای درون شهری طراحی شده است. برخلاف اتوبوس برون شهری، اتوبوس‌های شهری برای ترابرد شمار بیشتری مسافر در مسیرهای کوتاه، ترانزیت بین ایستگاه‌ها و ترابری عمومی محلی طراحی شده اند.

## ویژگیها
- داشتن درب‌های بزرگ، خودکار و با شمار بسیار برای آسانی خروج و ورود مسافران
- نداشتن فضا برای توشه مسافر
- امکان و قانونی بودن جابجایی مسافر به صورت سرپا
- داشتن محلی برای نصب شماره و نام مسیر
- صندلی‌های فشرده و ساده[۱]

## گونه‌ها
اتوبوسهای شهری گونه‌ها و اشکال مختلفی دارند:
- اتوبوس‌های یک یا دو طبقه
- اتوبوس‌های محوردار که به دو کابینه و سه کابینه تقسیم می‌شوند